# Terminal Aerodrome Forecast
Der Terminal Aerodrome Forecast (TAF) ist eine Flugwettervorhersage für Flugplätze. Form, Inhalt und Bedeutung des TAF sind über ICAO-Richtlinien international normiert.
Ein TAF besteht aus einem Kopfteil, Informationen über Wind und  Windgeschwindigkeit, Sichtverhältnisse, aktuelle Wettererscheinungen, Wolkenhöhe und Bedeckungsgrad für maximal 3 Wolkenstockwerke, sowie prognostizierte Änderungen dieser Verhältnisse innerhalb des Gültigkeitszeitraums. Das Gegenstück zum TAF bildet der METAR, der die tatsächlich beobachtete Wettersituation zum jeweiligen Ausgabezeitpunkt wiedergibt.
In Deutschland werden TAFs vom Deutschen Wetterdienst (DWD) vier Mal am Tag im 6-Stunden-Abstand herausgegeben. Die Ausgabezeitpunkte unterscheiden sich je nach Institution des Landes, welches sie erstellt. Als Beispiel sind es 2300, 0500, 1100 und 1700 UTC. Er gilt für 9, 24 oder 30 Stunden in einem Gebiet von 8 km (5 SM) um den Flugplatz. Militärische Flugplätze nutzen andere Zeiten. Ändert sich die Vorhersage signifikant, wird der TAF mit neuer Uhrzeit berichtigt (AMD) herausgegeben.

## Generelle Syntax
```
TAF

<Kennzeichen für Ergänzung (AMD) bzw. Korrektur (COR)>

<ICAO-Code des Flughafens/-platzes>

<Ausgabetag und -uhrzeit (UTC)>

<Gültigkeitszeitraum>

<Windrichtung und -stärke>

<Bodensicht>

<
Bewölkung
>

<voraussichtliche Änderungen mit Uhrzeitangabe>
```

### Einheiten
In Deutschland werden folgende Einheiten verwendet:
- Horizontale Entfernungen: m. Beispiel: Bodensicht.
- Vertikale Entfernungen: ft. Beispiel: Hauptwolkenuntergrenze, Angabe in 100-ft-Schritten.
- Geschwindigkeiten: kts. Beispiel: Windgeschwindigkeit.
- Richtung: Grad bezogen auf den geographischen Nordpol. Beispiel: Windrichtung.
- Zeit: Sämtliche Zeitangaben erfolgen absolut mit Hilfe von zwei definierten Zeitpunkten. Bezugssystem ist grundsätzlich UTC.

### Internationale Norm
ICAO-Mitgliedsstaaten können generell von den vorgegebenen Normen abweichen, tun dies jedoch normalerweise nur in Details. In den USA wird z. B. eine „unbegrenzte“ Sichtweite nicht mit der Gruppe „9999“ (10.000 m oder mehr) angegeben, sondern mit „P6SM“ („plus 6 statute miles“ - mehr als 6 Landmeilen).
In diesem Artikel wird die deutsche Norm beschrieben. Deutschland folgt den ICAO-Normen.

## Beispiel
Ein etwas längeres TAF vom 4. September 2011 aus Frankfurt (EDDF)
```
 TAF EDDF 041100Z 0412/0518
   22008KT 9999 SCT035
   TEMPO 0414/0420 SHRA BKN030CB
   PROB30 TEMPO 0414/0420 25015G25KT 2000 +TSRA BKN014
   TEMPO 0420/0502 4000 RA BKN014
   PROB30 TEMPO 0502/0508 4000 SHRA BR BKN012CB
   PROB30 TEMPO 0505/0515 26015G25KT
```

### Interpretation
Der Schlüssel für die Interpretation der Wettererscheinungen ist identisch mit dem für METARs und wird hier nicht nochmals erläutert. Eine Auflistung mit vielen verwendeten Abkürzungen samt Bedeutungen befindet sich im entsprechenden Artikel.
| Zeile | Inhalt                                                    | Bedeutung |
| ----- | --------------------------------------------------------- | --- |
| 1     | TAF-Kopf                                                  | „TAF“ für Flughafen EDDF (EDDF), erstellt am 4. des Monats um 11:00h UTC (041100Z), gültig vom 4. des Monats 12:00h UTC bis zum 5. des Monats 18:00h UTC (0412/0518)                                           |
| 2     | Codiertes Wetter: Prognose für Wetter ab Gültigkeitsstart | Wind aus 220°, 8 Knoten (22008KT). Sichtweite am Boden 10 Kilometer (10.000 Meter) oder mehr (9999). Wolken „scattered“ (Bedeckungsgrad 3 bis 4 Achtel) auf 3.500 Fuß (SCT035)                                 |
| 3     | Vorübergehende Wetteränderung innerhalb eines Zeitraums   | Vorübergehend treten zwischen (TEMPO) dem 4. des Monats, 14:00h UTC bis zum 4. des Monats, 20:00h UTC (0414/0420) nachfolgende Wettererscheinungen auf.                                                        |
| 4     | Mögliche vorübergehende Wetterveränderung                 | Vorübergehend können mit einer „Wahrscheinlichkeit von 30 %“ (PROB30) zwischen (TEMPO) dem 4. des Monats, 14:00h UTC und dem 4. des Monats, 20:00h UTC (0414/0420) nachfolgende Wettererscheinungen auftreten. |
| 5–7   | Weitere vorübergehenden Änderungen                        | S. o. |

## Änderungsgruppen
Im Gegensatz zum METAR, das nur das zum Erstellungszeitpunkt beobachtete Wetter zum Ausdruck bringt, kann das TAF als Prognose über einen längeren Zeitraum verschiedene Wetterzustände wiedergeben. Der DWD erläutert hierzu:

„Bei erwarteter signifikanter Änderung (Erreichen, Über- oder Unterschreiten definierter Schwellenwerte, Beginn und Ende signifikanter Wettererscheinungen) wird der Vorhersagezeitraum unterteilt. Dies geschieht mit Hilfe von Änderungsgruppen. Alle Änderungsgruppen werden mit einer Uhrzeitgruppe verbunden.“

Änderungsgruppen sind TAF-spezifisch und werden mit Hilfe der Schlüsselwörter TEMPO, BECMG und FM eingeleitet. Ist das Auftreten eines mit TEMPO beschriebenen Zustands unsicher, kann diesem mit Hilfe des PROB-Schlüsselworts eine prozentuale Wahrscheinlichkeit zugewiesen werden. Diese ist grundsätzlich entweder 30 oder 40 %.
FM
FMDDHHMM ...
Angegeben wird der Tag des Monats, die Stunde und die Minute, ab der die neue Situation eintritt. Nach einem FM Schlüsselwort „from“ ist das gesamte bisher angegebene Wetter hinfällig und muss komplett neu definiert werden.
BECMG
BECMG DDHH/DDHH ...
Zwischen zwei Zeitpunkten, angegeben in Tag d. Monats / Stunde d. Tages, geht das Wetter von einem Dauerzustand in den nächsten Dauerzustand über. Es ändern sich hierbei nur die neu angegebenen Parameter, was nicht neu definiert wurde bleibt gleich.
TEMPO
TEMPO DDHH/DDHH ...
Zwischen zwei Zeitpunkten, angegeben in Tag d. Monats / Stunde d. Tages, treten die angegebenen Wettererscheinungen auf. Die Dauer des Auftretens ist grundsätzlich kleiner als eine Stunde, und grundsätzlich kleiner als die Hälfte des angegebenen Zeitraums. Die korrekte Interpretation ist also „innerhalb dieses Zeitraums treten zeitweise folgende Wettererscheinungen auf: ...“.
PROB..
PROB.. TEMPO DDHH/DDHH ...
Ausschließlich entweder PROB30 oder PROB40. Die beschriebenen Wettererscheinungen treten mit der angegebenen Wahrscheinlichkeit auf.

## TAF-Korrekturen oder Amendierungen
Ausgegebene TAFs können im Nachhinein korrigiert oder berichtigt werden, sollte sich die Notwendigkeit erweisen. Der DWD erläutert hierzu:

„Ausgegebene TAFs werden berichtigt, wenn gravierende Abweichungen gegenüber der ursprünglichen Vorhersage eingetreten sind oder erwartet werden. Ein berichtigter TAF wird mit AMD (to amend: berichtigen) gekennzeichnet.“

### Beispiele
Es folgen einige reale Beispiele amendierter / korrigierter TAFs vom 4. September 2011:
- 'TAF AMD EDJA 041530Z 0416/0420 30010KT 4000 TSRA SCT012 BKN035CB BECMG 0416/0418 NSW SCT015 BKN040 TEMPO 0418/0420 RA=
- 'TAF AMD EDTL 041655Z 0417/0424 CNL=
- 'TAF AMD ETAD 0412/0511 19015KT 9999 SCT025 BKN030 QNH2983INS BECMG 0413/0414 21015G20KT 8000 -SHRA SCT025 BKN060 QNH2984INS BECMG 0418/0419 23007KT 9999 NSW SCT025 BKN100 QNH2983INS BECMG 0423/0424 20007KT 9999 BKN015 OVC040 QNH2983INS T23/0412Z T11/0503Z AMD 041225 LIMITED METWATCH 0412 TIL 0604=
- 'TAF COR EDGS 041700Z 0418/0421 27006KT 9999 SCT015 TEMPO 0418/0421 20006KT 2500 RA BKN006=

## Letzte gesetzliche Änderungen
Mit Wirkung zum 5. November 2008 wurde in Deutschland die Unterscheidung in Kurz(9 h)- und Lang(24 h)-TAF aufgehoben. Der Deutsche Wetterdienst (DWD) setzt damit die Regelungen des ICAO Annex 3, Amendment 74 um.
Der Gültigkeitszeitraum einer TAF wird nun auf maximal 30 Stunden erweitert.
In Deutschland werden die 30-Stunden-Vorhersagen lediglich für die Verkehrsflughäfen München, Frankfurt, Köln, Düsseldorf und Hamburg (ICAO-Codes: EDDM, EDDF, EDDK, EDDL und EDDH) herausgegeben. Die restlichen Flughäfen/-plätze erhalten 24- oder 9-stündige Vorhersagen.
Die Aktualität im Vergleich zur früheren Short-TAF wird durch Ergänzungen - gekennzeichnet durch AMD - zur Erstausgabe sichergestellt. 

Beispiel: TAF AMD EDDM 061100Z...
Korrekturen werden durch COR angezeigt.
Zwecks Herstellung der Eindeutigkeit enthalten die Zeitgruppen nun zusätzlich den Geltungstag.
Beispiel: TAF EDDM 061100Z 0612/0718 - Der Vorhersagezeitraum gilt vom 6. des Monats, 12:00 Uhr UTC bis zum 7., 18:00 Uhr UTC.
Bei wolkenlosem Himmel unter 1524 m wird NSC („no significant clouds“) angegeben, falls die Bedingungen für „CAVOK“ nicht ausreichend sind. Beide Angaben beschreiben jedoch nur einen Zustand bis 1524 m (5000 ft).